# 吉田行宏
吉田 行宏（よしだ ゆきひろ、1958年 - ）は、日本の実業家。東証一部上場の自動車販売会社ガリバーインターナショナル（現・IDOM）元常務取締役。株式会社アイランドクレア代表取締役。

## 略歴・人物
1958年福島県で生まれ、神奈川大学経営学部に進学。卒業後、独立起業の準備の為、アメリカ西海岸へ留学。帰国後は福島県にある父親の経営する流通業でマーケティング、人事、店舗開発、事業計画、社内システム構築、経営財務などに関わったのち、1994年に自らの会社を設立。
創業後間もないガリバーインターナショナルのFC開発、教育、システム開発等の支援を自身の会社で行い、1996年にガリバーの全国展開をきっかけに経営メンバーとして参画。
- 1998年に創業4年でガリバーを全国展開させ同社を株式上場へと導く。
- フランチャイズ事業部、人事、教育、経営戦略、CIO、CFOなどの担当役員を歴任。
- 2007年、同社がプロ野球のオールスターゲームの冠スポンサーとなる。
- 2009年には同社常務取締役就任。
- 2010年には中古車市場の単価下落などに対応[3]
- 2013年にガリバーを退任
- 株式会社アイランドクレアを創業。経営コンサルタント、エンジェル投資家として複数の企業の顧問、創業支援を行う[4]。

## エピソード
- ガリバーインターナショナルの創業初期からのメンバーであり、同社のナンバー2として創業から４年での株式上場やその後のグローバル展開などの急成長を支えた。同社は創業10年未満で売上10億ドルを達成した、日本でも数少ない超成長企業『ハイパーグロースカンパニー』としても知られている[5]。
- ガリバーインターナショナルでは創業初期から「1997年までに300店舗、1999年までに500店舗達成」という目標を掲げており、その目標を実際に達成している。なお1990年代は、現在のようにベンチャーブームや、インターネットも無い状態だったため、「『中古車』というリアルの分野で、事業拡大をすることは容易なことではなかった」と後に本人が創業手帳のインタビューで語っている[2]。

## 著書
- 『成長マインドセットー心のブレーキの外し方』（2018年4月、クロスメディア・パブリッシング）
- 『全経営者マインドセット』（2019年4月、クロスメディア・パブリッシング）